# Maplewood (Minnesota)
Maplewood város az USA Minnesota államában, Ramsey megyében. Lakosainak száma 42 088 fő (2020. április 1.).

## Népesség
A település népességének változása:

| 2010 | 38 018 |
| 2020 | 42 088 |